# Wiktor Schafranskyj

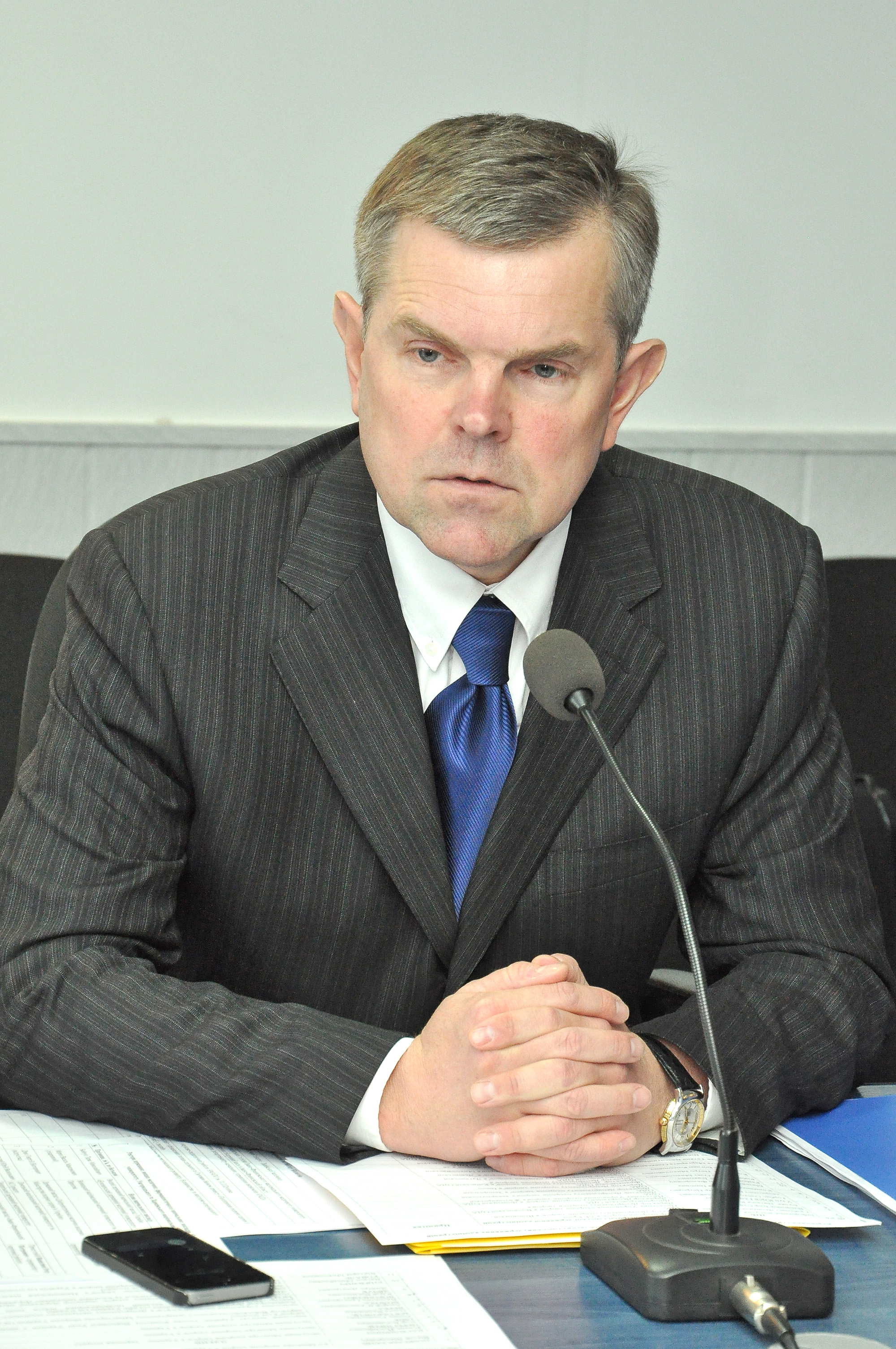
Wiktor Schafranskyj 2016

Wiktor Wiktorowytsch Schafranskyj (ukrainisch Віктор Вікторович Шафранський; * 12. September 1968 in Narodytschi, Oblast Schytomyr, Ukrainische SSR) ist ein ukrainischer Mediziner und Politiker. Vom 27. April 2016 bis 27. Juli 2016 war er im Kabinett Hrojsman kommissarischer Minister für Gesundheitsschutz der Ukraine.

## Leben
1991 studierte Schafranskyj Medizin am Staatlichen medizinischen Institut in Ternopil und 1998 verteidigte er seine Dissertation in Bereich der Chirurgie. 2001 studierte er Management an der privaten Interregionalen Akademie für Personalmanagement.
Von 1991 bis 1996 arbeitete er in der Oblast Schytomyr als Chirurg und war anschließend für Pharmaunternehmen wie u. a. Pfizer tätig. Zwischen März 2012 und August 2014 war er Direktor der „Novartis-Pharmaservices AG“ in der Ukraine.
Am 27. April 2016 wurde er in Nachfolge von Oleksandr Kwitaschwili kommissarisch ukrainischer Gesundheitsminister. Dieses Amt hatte er bis zum 27. Juli 2016 inne. Nachfolger im Amt wurde die Ärztin Uljana Suprun.
Wiktor Schafranskyj ist verheiratet und Vater eines Sohnes.